# Сімферопольський прикордонний загін
79-й прикордонний ордена Червоного Прапора загін (в/ч 2161) — територіальний орган охорони кордону в системі Державної прикордонної служби України. Охороняє ділянку державного кордону в межах АР Крим та міста Севастополь довжиною 1041 кілометр.
З червня 1944 р. до березня 2014 року загін дислокувався у Сімферополі, та охороняв Кримське узбережжя Чорного моря.

## Історія

### Радянський період
30 червня 1938 року на базі двох комендатур Одеського морського прикордонного загону був створений 79-й прикордонний загін УПВ НКВС Українського округу для охорони західного кордону по р. Дністер з дислокацією управління загону в селі Маяки Одеської області. 1940 року у зв’язку зі створенням Молдавської Радянської Соціалістичної Республіки він прийняв під охорону нову ділянку кордону від села Дзурашулешти по Дунаю до Чорного моря. 
Влітку 1941 року прикордонний загін було перейменовано на 79-й окремий прикордонний стрілецький полк, який вів запеклі бої під Кіровоградом, в районі переправи через Дніпро, за міста Дніпропетровськ, П'ятихатки, Харків, Павлоград, Сталінград. Біля міста Ізюм Харківської області бійці полку, прорвали вороже оточення, та винесли бойовий прапор частини.
У 1944 році після звільнення Кримського півострова, туди перевели 79-й прикордонний загін, створений у 1938 році в Одеській області. 
Входив до складу УПВ КДБ Південно-Західного округу, з 1960 року — Оперативної групи КДБ при Раді Міністрів Української РСР, з 1963 року — Західного прикордонного округу КДБ. 
У 1968 році за заслуги перед СРСР Сімферопольський прикордонний загін був нагороджений орденом Бойового Червоного Прапора.

### Роки незалежності
З літа 2003 року загін приступив до виконання завдань по охороні державного кордону в складі новоствореного правоохоронного органу зі спеціальним статусом — Державної прикордонної служби України. 
29 вересня 2003 року Росія розпочала будівництво греблі в Керченській протоці від Таманського півострова в напрямку о. Тузла. Уряд України розцінив це як посягання на суверенітет нашої держави. Було ухвалено рішення про розташування на острові прикордонників і облаштування 25-ї застави Сімферопольського прикордонного загону. Припинили споруджувати греблю 23 жовтня, за 102 метри від лінії українсько-російського кордону.
У 2007 році через державний кордон в АР Крим було пропущено 130 тисяч громадян і 1030 одиниць транспортних засобів. Затримано 874 нелегалів. Прикордонники запобігли ввезенню і вилучили контрабандних товарів на суму 88 млн. гривень. Виявлено і вилучено зброю, боєприпаси, наркотичні та психотропні засоби тощо. 

### Анексія Криму
2 березня 2014 року спецпідрозділи РФ за участі офіцерського складу Федеральної служби безпеки Росії здійснили спробу силового захоплення штабу Сімферопольського загону та адміністративної будівлі Азово-Чорноморського регіонального управління.
7 березня 2014 року практично щодоби має місце повне блокування російськими військовими роботи пункту пропуску (склад прикордонного наряду у пункті пропуску — 15 осіб, значна частина з них жінки) для забезпечення безперешкодного провозу особового складу, зброї та військової техніки. 
У березні 2014 року у зв’язку з анексією півострова, прикордонний загін було передислокованно до Херсону та прийнято під охорону ділянку державного кордону в межах Херсонської та Миколаївської областей а також адмінмежу з тимчасово окупованою територією АР Крим.

## Структура
До складу загону на березень 2014 року входили:
- управління загону (м. Сімферополь)
- 9 відділів прикордонної служби (ВПС «Алушта», «Сімферополь-авіа», «Щолкіно», «Севастополь» «Керч», «Євпаторія», «Чорноморське», «Ялта», «Феодосія», ПТС «Мис-Фонарь»)
- мобільна прикордонна застава для виконання спеціальних завдань (ДВСЗ) «Масандра»
- 29 постів технічного спостереження
- підрозділи забезпечення.

## Командири
- 1990—1995 рр. — генерал-майор Харланов П. П.
- 1995—1997 рр. — полковник Румянцев В. В.
- 1997—1998 рр. — полковник Гурський М. М.
- 1998—2003 рр. — полковник Мушіманскій В. Д.
- 2003—2004 рр. — полковник Алексєєнко П. А.
- 2004—2006 рр. — полковник Посметюк А. В.[7]
- 2006—2010 рр. — полковник Замелюк М.  П.
- 2013 р. — полковник Садовчук А. О.